# Zelotes inglenook
Espèce
Zelotes inglenook est une espèce d'araignées aranéomorphes de la famille des Gnaphosidae.

## Distribution
Cette espèce est endémique de Californie aux États-Unis,. Elle se rencontre dans les comtés de Humboldt, de Marin et de Mendocino.

## Description
Les mâles mesurent de 4,79 à 6,24 mm et les femelles 5,35 mm en moyenne.

## Étymologie
Son nom d'espèce lui a été donné en référence au lieu de sa découverte, Inglenook Fen.

## Publication originale
- Platnick & Shadab, 1983 : A revision of the American spiders of the genus Zelotes (Araneae, Gnaphosidae). Bulletin of the American Museum of Natural History, no 174, p. 97-192 (texte intégral).